# マイケル・ル・フレミング (第4代準男爵)

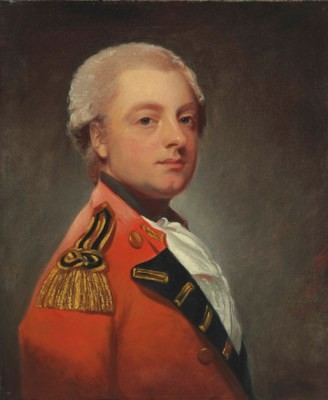
ジョージ・ロムニーによる肖像画

第4代準男爵サー・マイケル・ル・フレミング（英語: Sir Michael le Fleming, 4th Baronet、1748年12月10日 – 1806年5月19日）は、グレートブリテン王国出身の政治家、準男爵。

## 生涯
第3代準男爵サー・ウィリアム・フレミングとエリザベス・ペティット（Elizabeth Petyt、1700年頃 – 1788年4月22日、クリストファー・ペティットの娘）の息子として、1748年12月10日に生まれた。洗礼を受けるとき、父が「古代への尊敬」(veneration for antiquity)という理由により先祖の姓ル・フレミング(le Fleming)に復帰しようとし、マイケルの名前の後ろに「ル」(le)をつけた（したがって、「フレミング」が姓、「マイケル・ル」が名である）。1757年3月31日に父が死去すると、準男爵位を継承した。1760年から1765年までイートン・カレッジで教育を受けた。
1770年から1771年までカンバーランド州長官を、1779年から1806年までカンバーランド民兵隊の副隊長(lieutenant colonel)を務めた。
わずか8歳で父を失ったため第5代準男爵サー・ジェームズ・ラウザーの後見を受け、1774年イギリス総選挙ではラウザーとともにウェストモーランド選挙区から出馬して2人とも当選した。ラウザーと同じくノース内閣が倒れるまで野党の一員として投票、シェルバーン伯爵の講和案（1783年2月）に賛成票を、 チャールズ・ジェームズ・フォックスの東インド法案（1783年11月）に反対票を、小ピットの議会改革法案（1783年5月と1785年4月）に賛成票を投じた。以降も1788年から1789年にかけての摂政法案をめぐる採決以外は小ピット内閣を支持したが、32年間にわたる議員経歴で記録されている演説は1785年6月と1797年3月の2回だけだった。
1806年5月19日に死去、祖父マイケルの弟ロジャーの孫にあたるダニエル・フレミングが準男爵位を継承した。

## 家族
1782年11月24日、ダイアナ・ハワード（Diana Howard、1748年7月23日 – 1816年6月、第14代サフォーク伯爵トマス・ハワードの娘）と結婚、1女をもうけた。
- アン・フレデリカ・エリザベス・ル（Anne Frederica Elizabeth le、1785年頃 – 1861年4月5日） - 1807年2月4日、第5代準男爵サー・ダニエル・フレミング（1785年頃 – 1821年。第4代準男爵の祖父マイケルの弟ロジャーの孫にあたる）と結婚

議会への興味は少なく、1793年には妻との間で離縁間近だったという。